# 電源
電源（でんげん、英: power sourceやpower supply）は、電力の供給源。
さまざまな水準での「源」が電源と呼ばれ、たとえば電気機器を動かす電力を取り入れる所（コンセントなど）も電源と呼ばれる。

## 概説
おおもとをたどると、電力系統、電池や発電機などである。
個々人から見て、各電気製品への電力供給の源も電源と呼ばれている。たとえばあるパーソナルコンピュータ（PC、パソコン）のユーザにとって、そのパソコンの「電源」は、パソコンの電源ケーブルのプラグが差し込まれているコンセントのことである。
さらに、ひとつのパソコン内部の機能を細分化し、マザーボードに焦点を当てた場合、その基板に電力を供給しているパソコン内のユニットや外部のACアダプターが「電源」と位置づけられる。
- 電源の一種、アルカリマンガン乾電池（やマンガン電池）。懐中電灯、携帯型ラジオ、電子辞書など携帯機器の電源として使われる。
- 電源の一種、リチウムイオン二次電池。近年ではスマートフォンや携帯音楽プレーヤーなどの内部に組み込まれ（蓋が開かず、見えなくなっていることが多いが）多用されている電源。
- ポータブル電源の一種、内燃機関で発電する発動発電機（英語版）。屋外の小イベントや屋台などで多用される。商用電源を探したり、使わずに済む。
- 電源の一種、ソーラーパネル。各家の屋根の上に設置されることが増えてきている。再生可能エネルギーであり、国際連合や各国が推進しているSDGs（持続可能性）の実現に適っており、近年評価が高くなっている電源。屋根の上一面に設置すれば、たいていは、各家庭の消費量以上の電力を供給する電源となる。
- 電源の一種、洋上風力発電所の風力タービン群。再生可能エネルギーであり、国連や各国が推進しているSDGs（持続可能性）の実現に適っており、近年評価が高くなっている電源。
- 電源の一種、原子力発電所。
- ATX電源。PCの中心となるMPUやCPUが搭載された基板のほうに焦点を当てた場合の、その基板に電力を供給している電源であり、いくつかある規格のひとつの呼称。

## 種類
- 交流電源と直流電源

交流の電源を交流電源（AC電源）、直流の電源を直流電源（DC電源）と呼ぶ。
- ポータブル電源

持ち運びのできる電源。
- 商用電源

電力を供給することでビジネス（商売）を行っている業者から得る電源。電力がつくられ供給されている仕組みに着目すると、結局、発電機の設置された発電所で電力がつくられ、送電網を経て、各企業や各家庭などへ届けられている。
- 家庭で使う100～200ボルト程度の交流電力（日本では通常100ボルト）を、家庭用の機器への電源としてとらえ「家庭用電源」と分類することもある。近年では各家でソーラーパネルのシステム（ソーラーパネル + バッテリー + インバータ + コントローラ）を設置し、インバータでその100V交流を得て家庭用電源としている家庭も増えてきている。（プラグイン方式などの）ハイブリッドカーを家庭のソーラーシステムと接続し、（プラグイン）ハイブリッド車の充電用電源として使ったり（それにより燃費を0円にしたり）、状況に応じて逆にハイブリッド車の大容量のバッテリーを電源として使えるなど、スマートなシステムも徐々に広まってきている。

## 電池
主に携帯する機器や小型機器に用いられる。携帯型ラジオ、懐中電灯、電気式時計や電気式腕時計、電気シェーバー、電気式体重計、電気式自動血圧計、ラジオカセットレコーダー、携帯音楽プレーヤー、ラジコン、ワイヤレスマイク、携帯型トランシーバー、携帯電話、PHSなどである。この中にはACアダプタや電灯線からも電源を取れる機器もある。

## 電源回路
ごく単純な機器を除けば、電気製品はソケットから供給される電力をそのままは使わず、電源回路で機器に適した形態の電力に変換する。
電源回路には、機器内に組み込まれているもの、ACアダプタとして分離されているもの、単一の機器となっており電源のない機器に接続するものなどがある。PC/AT互換機の電源は交換可能な電源ユニットとして規格化されており、現在主流の規格はATX電源である。

## 電源スイッチ
電源スイッチは、電力路を機器の最上流でON/OFFする。電源スイッチをONにすることを電源を入れる、点ける、OFFにすることを電源を切る、落とすなどと言う。
電源スイッチは、実際に電源回路の上流で電灯線からの電力供給をON/OFFしていることもあるが、電源回路に指示を送っているにすぎないこともある。その場合、そのための回路（パソコンなどの場合マザーボード上にある）には電源OFFでも電力が供給されている。これが待機電力である。
電源ボタンに描かれている|と◯を使ったマークは通電のオン（1）とオフ（0）を組み合わせて図式化したと言われている。